# متحف باربرا هيبورث

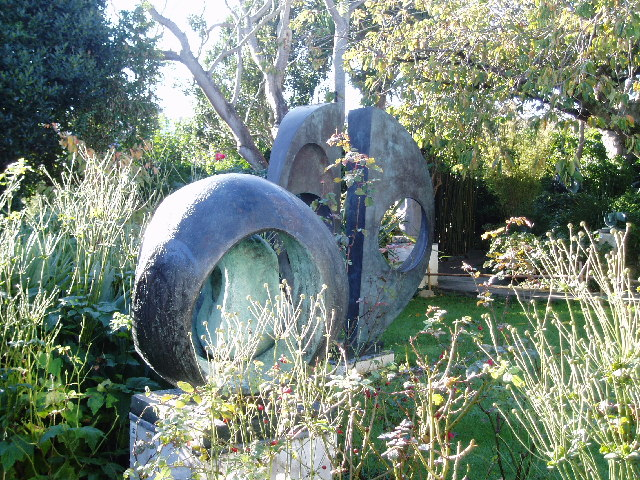
كرة ذات شكل داخلي في متحف باربرا هيبورث.

يحتفظ متحف باربرا هيبورث وحديقة النحاتين فيسانت ايفيس بكورنوال باستوديو وحديقة النحاتة باربرا هيبورث من القرن العشرين عندما كانت تعيش وتعمل هناك. اشترت باربرا الموقع في عام 1949 وعاشت وعملت هناك لمدة 26 عامًا حتى وفاتها في حريق في المبنى عام 1975.

## التاريخ

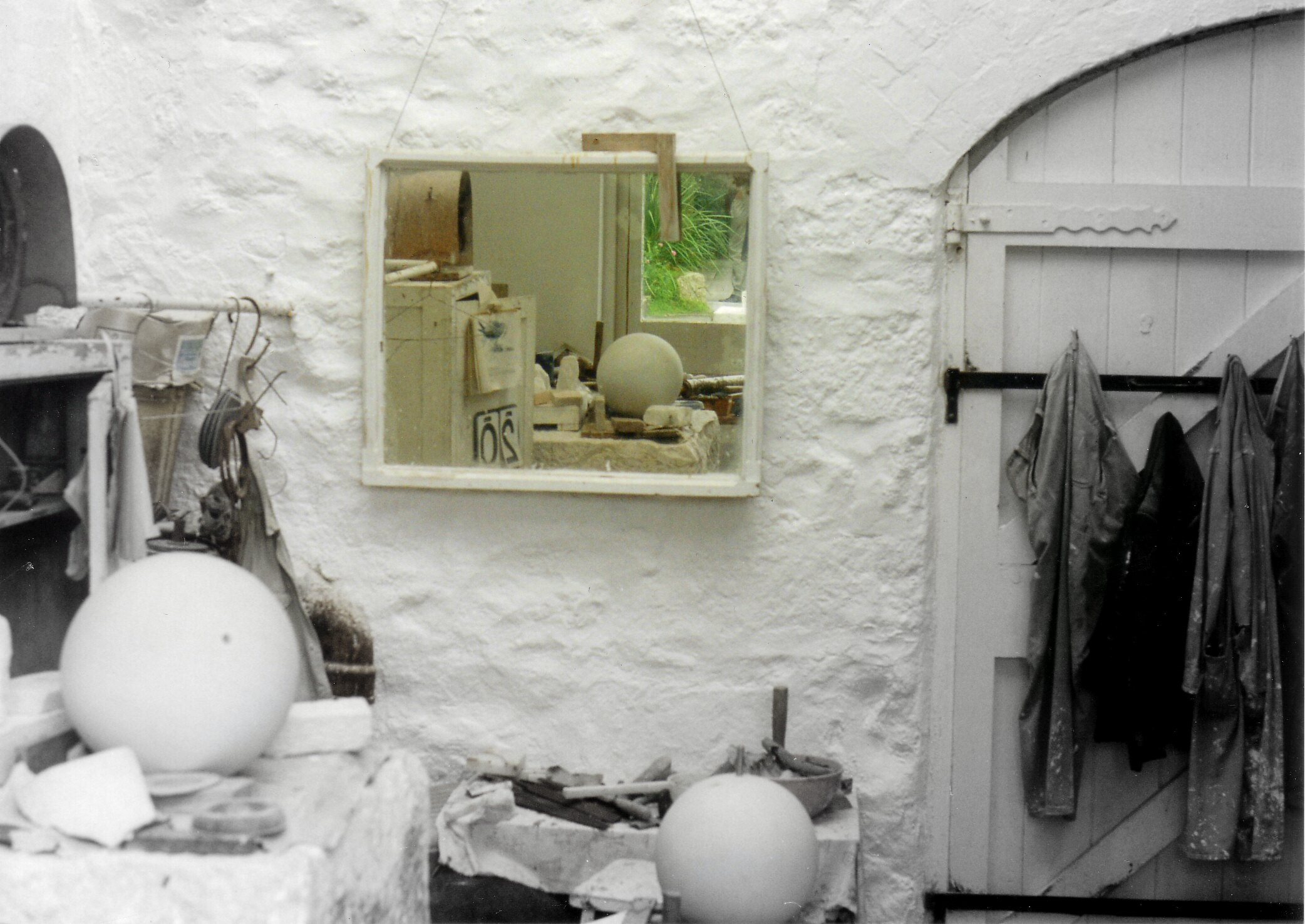
تركت ورشة هيبوورث دون مساس.

اشترت باربرا هيبورث الاستوديو المعروف باسم تريوين ستوديو في عام 1949، وهو أحد المنازل المبنية بالحجارة في سانت ايفيس. أُثثت غرفة معيشتها فور مغادرتها، بينما ظلت الورشة مليئة بالأدوات والمعدات والمواد والقطع المشغولة جزئيًا. وافتتحت عائلتها المتحف في عام 1976، بعد أن تركت باربرا تعليمات بهذا المعنى في وصيتها. ويوجد بالمتحف أكبر مجموعة من أعمالها يتم عرضها بشكل دائم.
كانت المنحوتات الأساسية المعروضة في المتحف في الحديقة المنعزلة المنحوتات المفضلة لديها. كما تضم ورشتها صفًا من الحجارة غير المقطوعة التي وصفتها إحدى الزائرات بأنها ما زالت تنتظر لحظتها في ظل ورشتها. وحصلت في عام 1950 على كتلتين ضخمتين من الحجر الجيري في غالواي والتي نحتتهما في لجنة مهرجان بريطانيا للطباق الموسيقي. توضح مجموعة من الصور في المتحف التقدم المحرز في هذا المشروع. وتوجد منحوتة خشبية في غرفة بالطابق العلوي، والتماثيل البرونزية التي بدأت في صبها في عام 1956 والتي تعود أصولها إلى النماذج الأولية من الجبس في الجزء العلوي من الاستوديوهات الخارجية.
ساعدتها صديقتها الملحنة المولودة في جنوب إفريقيا بريولكس رينييه في إنشاء الحديقة.
توفيت باربرا هيبورث في حريق في هذا الموقع في عام 1975، نتج عن حرق إحدى سجائرها لبعض عبوات ورشة العمل عندما كانت تبلغ من العمر 72 عامًا.
نقلت العائلة المتحف إلى معرض تيت في عام 1980 وما زالوا يديرونه.

## كتب

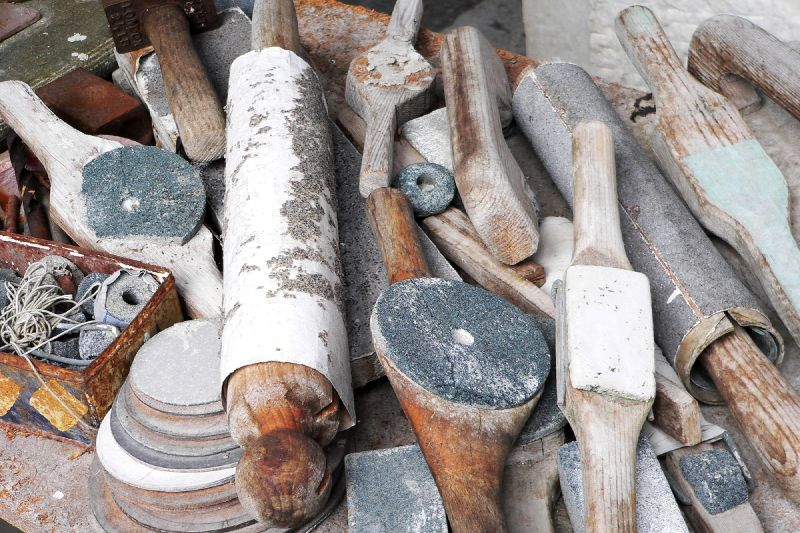
لقطة مقرّبة لأدوات هيبورث في ورشة العمل.

- حديقة باربرا هيبوورث للنحت من تأليف ميراندا فيليبس وكريس ستيفنز. تيت للنشر ، 2002.(ردمك 1-85437-412-5) .

## روابط خارجية
- متحف باربرا هيبوورث وحديقة النحت نسخة محفوظة 21 October 2007 على موقع واي باك مشين. ... معلومات الزيارة ومعلومات الأحداث والأعمال المعروضة ( Tate Online )
- مجلة artcornwall.org على الإنترنت للفن والفنانين في كورنوال